# Holiday Night
Holiday Night é o sexto álbum de estúdio coreano do grupo feminino Girls' Generation. Ele foi lançado digitalmente em 4 de agosto de 2017 e fisicamente em 7 de agosto pela S.M. Entertainment sob distribuição da Genie Music. Marcando o décimo ano de atividade do grupo, é composto em dez faixas, incluindo os singles "All Night" e "Holiday".

## Antecedentes e produção
Holiday Night consiste em dez faixas de vários gêneros. O primeiro single, "All Night", foi escrito por Kenzie, que também compôs a canção de estreia do grupo, intitulada "Into The New World". A integrante Seohyun, juntamente de JQ e Kim Hye-jung, escreveu "Holiday", o segundo single do álbum, tendo também escrito a sétima faixa, "Sweet Talk". "오랜 소원 (It's You)" foi escrita pela integrante Yuri.

## Lançamento e divulgação
Em 4 de julho de 2017, foi anunciado que o grupo lançaria seu próximo álbum em agosto para comemorar seu décimo ano de atividades. Seu título foi revelado como Holiday Night em 27 de julho pela gravadora do grupo, ostensivamente referindo-se aos seus dois singles "All Night" e "Holiday". Para divulgá-lo e celebrar o décimo ano de atividade do Girls' Generation, seu lançamento foi acompanhado de um concerto intitulado Holiday to Remember, realizado em 5 de agosto de 2017.

## Lista de faixas
| N.º            | Título                        | Letras                    | Música                                                           | Duração |  |
| 1.             | "Girls Are Back"              | Jo Yoon-kyung Im Jung-hyo | Deez Anne Judith Stokke Wik Che Jamal Pope                       | 3:25    |  |
| 2.             | "All Night"                   | Kenzie                    | Ollipop Daniel Caesar Ludwig Lindell Hayley Aitken Caesar & Loui | 3:42    |  |
| 3.             | "Holiday"                     | Seohyun JQ Kim Hye-jung   | Lawrence Lee Marta Grauers Louise Frick Sveen                    | 3:19    |  |
| 4.             | "Fan"                         | Kenzie                    | Kenzie                                                           | 3:50    |  |
| 5.             | "Only One"                    | January 8th               | Andreas Öberg Maria Marcus Gustav Karlstrom                      | 3:15    |  |
| 6.             | "One Last Time"               | Mafly Lee Hee-ju          | Mike Woods Kevin White Andrew Bazzi MZMC Rice n' Peas            | 3:34    |  |
| 7.             | "Sweet Talk"                  | Seohyun                   | Wassily Gradovsky Carolyn Jordan Alice Penrose Mussashi          | 3:20    |  |
| 8.             | "이 별의 맛" (Love Is Bitter) | Hwang Hyun                | Hwang Hyun Mayu Wakisaka                                         | 3:38    |  |
| 9.             | "오랜 소원" (It's You)        | Yuri                      | Kevin Charge Claire Rodrigues Lee                                | 3:52    |  |
| 10.            | "Light Up The Sky"            | Kenzie                    | Kenzie Erik Lidbom                                               | 4:01    |  |
| Duração total: | Duração total:                | Duração total:            | Duração total:                                                   | 36:04   |  |

## Vendas
| País | Vendas |               |         |
| ---- | ------ | ------------- | ------- |
| País | Vendas | Coreia do Sul | 167,638 |

## Histórico de lançamento
| Região        | Data                | Formato(s)       | Gravadora(s)                   |
| ------------- | ------------------- | ---------------- | ------------------------------ |
| Mundialmente  | 4 de agosto de 2017 | Download digital | S.M. Entertainment Genie Music |
| Coreia do Sul | 7 de agosto de 2017 | CD               | S.M. Entertainment Genie Music |